# Villiers-sur-Chizé
Villiers-sur-Chizé is een gemeente in het Franse departement Deux-Sèvres (regio Nouvelle-Aquitaine) en telt 157 inwoners (2005). De plaats maakt deel uit van het arrondissement Niort.

## Geografie
De oppervlakte van Villiers-sur-Chizé bedraagt 11,4 km², de bevolkingsdichtheid is 13,8 inwoners per km².
De onderstaande kaart toont de ligging van Villiers-sur-Chizé met de belangrijkste infrastructuur en aangrenzende gemeenten.

## Demografie
Onderstaande figuur toont het verloop van het inwonertal (bron: INSEE-tellingen).